# 伊斯蘭布爾烏帕齊拉
伊斯蘭布爾是孟加拉國的一個烏帕齊拉，位於邁門辛專區的傑馬勒布爾縣。

## 人口
據1991年孟加拉國人口普查，伊斯蘭布爾共有戶數51671戶，人口268452人。其中男性佔比51.1%，女性佔比48.9%；成年人口124612人。該地7歲以上人口之平均識字率為15.9%。